# Henry Norman, 1. Baronet

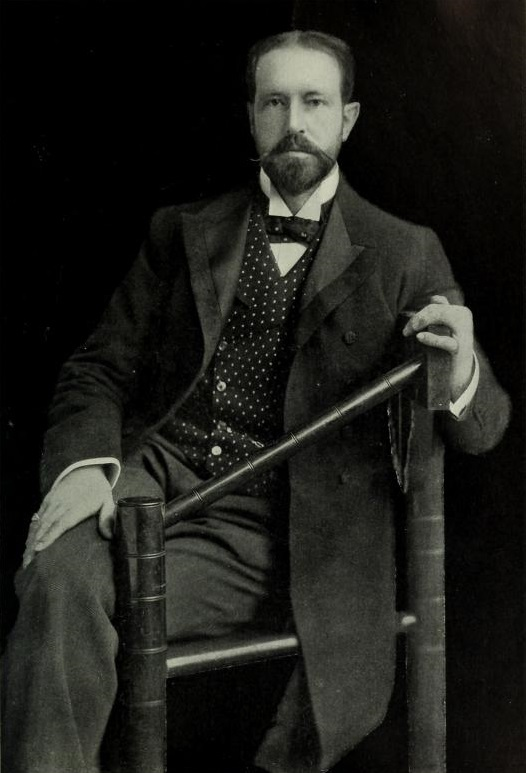
Henry Norman, 1. Baronet

Sir Henry Norman, 1. Baronet, PC, FRGS (* 19. September 1858 in Leicester; † 4. Juni 1939) war ein britischer Politiker der Liberal Party, der unter anderem zwischen 1900 und 1923 Mitglied des Unterhauses (House of Commons) war. Ihm wurde 1915 die erbliche Würde eines Baronet verliehen.

## Leben
Norman, Sohn von Henry Norman und dessen Ehefrau Sarah Edna Riddington, absolvierte nach dem Schulbesuch ein grundständiges Studium an der Harvard University, das er mit einem Bachelor of Arts (B.A.) beendete. Des Weiteren schloss er ein Studium der Theologie an der Universität Leipzig ab und war später als Friedensrichter (Justice of the Peace) für die Grafschaft Surrey tätig. Bei der Unterhauswahl vom 1. Oktober 1900 wurde er für die Liberal Party erstmals zum Mitglied des Unterhauses gewählt und vertrat dort zunächst bis zum 15. Januar 1910 den Wahlkreis Wolverhampton South. Am 18. Dezember 1906 wurde er zum Knight Bachelor (Kt) geschlagen und führte seither den Namenszusatz „Sir“.
Am 3. Januar 1910 wurde Norman stellvertretender Postminister (Assistant Postmaster-General) im ersten Kabinett von Premierminister Herbert Henry Asquith, übergab dieses Amt nach seinem vorläufigen Ausscheiden aus Unterhaus bei der Unterhauswahl am 15. Januar 1910 aber bereits nach knapp sieben Wochen am 20. Februar 1910 an Cecil Norton. Bei der vorgezogenen Unterhauswahl am 3. Dezember 1910 wurde er jedoch erneut zum Mitglied des House of Commons gewählt und vertrat in diesem nunmehr bis zum 6. Dezember 1923. Norman, der auch Fellow der Royal Geographical Society (FRGS) ist, wurde am 22. Juni 1915 die erbliche Würde eines Baronet, of Honeyhanger in the Parish of Shottermill in the County of Surrey, in der Baronetage of the United Kingdom verliehen. Am 16. Januar 1918 berief man ihn ferner zum Mitglied des Geheimen Kronrates (Privy Council).

Norman war zwischen 1891 und 1903 in erster Ehe mit der Schriftstellerin Ménie Muriel Dowie verheiratet

Norman war zweimal verheiratet, und zwar vom 28. August 1891 bis zur Scheidung 1903 mit der Schriftstellerin Ménie Muriel Dowie. Aus dieser Ehe ging Henry Nigel St. Valery Norman hervor, der als Air Commodore in der Royal Air Force diente und nach dem Tode seines Vaters den Titel als 2. Baronet erbte. In zweiter Ehe heiratete er am 8. Mai 1907 Florence Priscilla McLaren, Tochter des Unterhausabgeordneten Charles McLaren, dem späteren 1. Baron Aberconway. Aus dieser Ehe gingen die Tochter Laura Rosalind Norman sowie die beiden Söhne Major Willoughby Rollo Norman, der später von 1961 bis 1972 Vorstandsvorsitzender des Pharmaherstellers Boots Pure Drug Company sowie zwischen 1968 und 1981 auch stellvertretender Vorstandsvorsitzender des Bergbauunternehmens English China Clays war, sowie Antony Charles Wynyard Norman, der als Wing Commander ebenfalls in der Royal Air Force diente.

## Veröffentlichungen
- All the Russians, 1903
- Peoples and Politics of the Far East, 1904
- The Real Japan, 1908